# Dean Glenesk
Dean Glenesk (La Grange (Illinois), 22 de setembro de 1957) é um ex-pentatleta estadunidense medalhista olímpico. 

## Carreira
Dean Glenesk representou seu país nos Jogos Olímpicos de 1984, na qual conquistou a medalha de prata, por equipes em 1984. 